# Telescape
Albums de Buckethead
Pike 13
(2013) Slug Cartilage
(2013)
Telescape est le 53e album studio de Buckethead. Il est aussi le 23e album faisant partie de la série « Buckethead Pikes, ».
Il fut publié 17 août 2013 en version limitée et digital. La version numérique pouvant être téléchargée directement via PayPal alors que la version limitée, de 300 exemplaires seulement, fut livrée avec une pochette vierge autographiée et numérotée par Buckethead. Une version standard a été annoncée, mais n'est pas encore disponible.

## Liste des titres
| 1.    | Pyramids Rising     | 3:17  |
| 2.    | Between Sea and Sky | 3:00  |
| 3.    | Land Drawings       | 3:45  |
| 4.    | Launch Pad          | 4:04  |
| 5.    | Telescape 1         | 10:28 |
| 6.    | Telescape 2         | 7:42  |
| 32:17 |                     |       |